# Kees Scherer
Christoffel Johannes (Kees) Scherer (Amsterdam, 16 april 1920 - 19 januari 1993) was een Nederlandse fotograaf die bekendheid verwierf door zijn straatfotografie en zijn bijdrage aan de Nederlandse fotojournalistiek.

## Levensloop

### Vroege leven
Scherer werd geboren op de Lijnbaansgracht in de Amsterdamse Jordaan. Zijn vader, Theo Scherer, was een havenarbeider en een socialist van het eerste uur. Zijn moeder, Wilhelmina Koster, kwam uit het Zeeuwse Wemeldinge.

### Carrière
Na de bevrijding in 1945 begon Scherer zijn carrière als freelance-fotograaf voor kranten en tijdschriften. Hij maakte naam met zijn reportages over de watersnoodramp in 1953 en de Hongaarse opstand in 1956. In 1955 was hij een van de medeoprichters van World Press Photo. Dit initiatief groeide uit tot 's werelds meest gezaghebbende fotomanifestatie, waaraan jaarlijks ruim 15.000 beroepsfotografen uit bijna 70 landen deelnemen.
Scherer ontwikkelde zich tot een wereldverkennend fotojournalist. Hij publiceerde jarenlang in Margriet en Avenue, dat hij had helpen oprichten, en behoorde tot de generatie fotografen die reportagefotografie toegankelijk maakte voor een breed publiek. Hij werkte samen met schrijvers als Ed Hoornik, Max Dendermonde, Bert Schierbeek en Evert Werkman. Hij maakte veel reisreportages met de journalisten Ruud H.M. Kok en Peter Lichtenauer en met Peter van der Velde, die hij als jong fotograaf in dienst nam. Deze samenwerking zou tot 1974 duren.
Naast reportages verzorgde Scherer de fotografie van een groot aantal kalenders en tal van fotoboeken. Hij creëerde voor uitgeverij Elsevier een serie boeken Kijk op....., die stedelijke schoonheid en de natuurpracht van de Nederlandse provincies in beeld bracht.

#### Fotografie stijl en invloed
Scherer's fotografie wordt gekenmerkt door zijn eerlijke en onverbloemde weergave van het dagelijks leven in de jaren vijftig en zestig. Zijn foto's zijn niet alleen een documentatie van de werkelijkheid, maar ook een reflectie van zijn socialistische overtuigingen. Scherer's werk is tentoongesteld in verschillende musea, waaronder het Stedelijk Museum in Amsterdam. Zijn foto's zijn ook opgenomen in de collectie van het Rijksmuseum in Amsterdam.

### Privéleven
Op dezelfde dag dat zijn boek Zuiderzee, dood water, nieuw leven uitkwam, werd Scherer getroffen door een beroerte. Sindsdien kon hij niet meer spreken, schrijven of foto's maken. Hij werd opgenomen in het hospice Het Zonnehuis in Amstelveen. Scherer overleed op 19 april 1993. Zijn nautische collectie wordt na zijn dood geveild en vormt de financiële basis voor de Stichting FotoArchief Kees Scherer. De Stichting stelt een tweejaarlijkse prijs ter waarde van 5000 euro in, de Foto Kees Scherer Prijs, voor het beste fotoboek dat in de twee jaar voorafgaand aan de uitreiking van de prijs in Nederland is verschenen.